# Грбови рејона Псковске области
Грбови рејона Томске области обухвата галерију грбова административних јединица руске области — Псковске области, са статусом градских округа и рејона, те њихове историјске грбове (уколико их има).
Већина грбова настала је након успостављања Руске Федерације и Псковске области, као њеног саставног субјекта.

## Грбови округа и рејона
- P — Грб града 
 Псков
- V — Грб града 
 Великије Луки
- 1 — Грб рејона 
 Гдовски
- 2 — Грб рејона 
 Пљушки
- 3 — Грб рејона 
 Стругокрасњенски
- 4 — Грб рејона 
 Печорски
- 5 — Грб рејона 
 Псковски
- 6 — Грб рејона 
 Порховски
- 7 — Грб рејона 
 Дновски
- 8 — Грб рејона 
 Палкински
- 9 — Грб рејона 
 Островски
- 10 — Грб рејона 
 Дедовички
- 11 — Грб рејона 
 Питаловски
- 12 — Грб рејона 
 Красногородски
- 13 — Грб рејона 
 Пушкиногорски
- 14 — Грб рејона 
 Новоржевски
- 15 — Грб рејона 
 Бежанички
- 16 — Грб рејона 
 Опочки
- 17 — Грб рејона 
 Локњански
- 18 — Грб рејона 
 Себешки
- 19 — Грб рејона 
 Пустошки
- 20 — Грб рејона 
 Новосокољнички
- 21 — Грб рејона 
 Великолушки
- 22 — Грб рејона 
 Куњски
- 23 — Грб рејона 
 Невељски
- 24 — Грб рејона 
 Усвјатски